# Герб Гамбурга

Малий герб вільного і ганзейського міста Гамбург

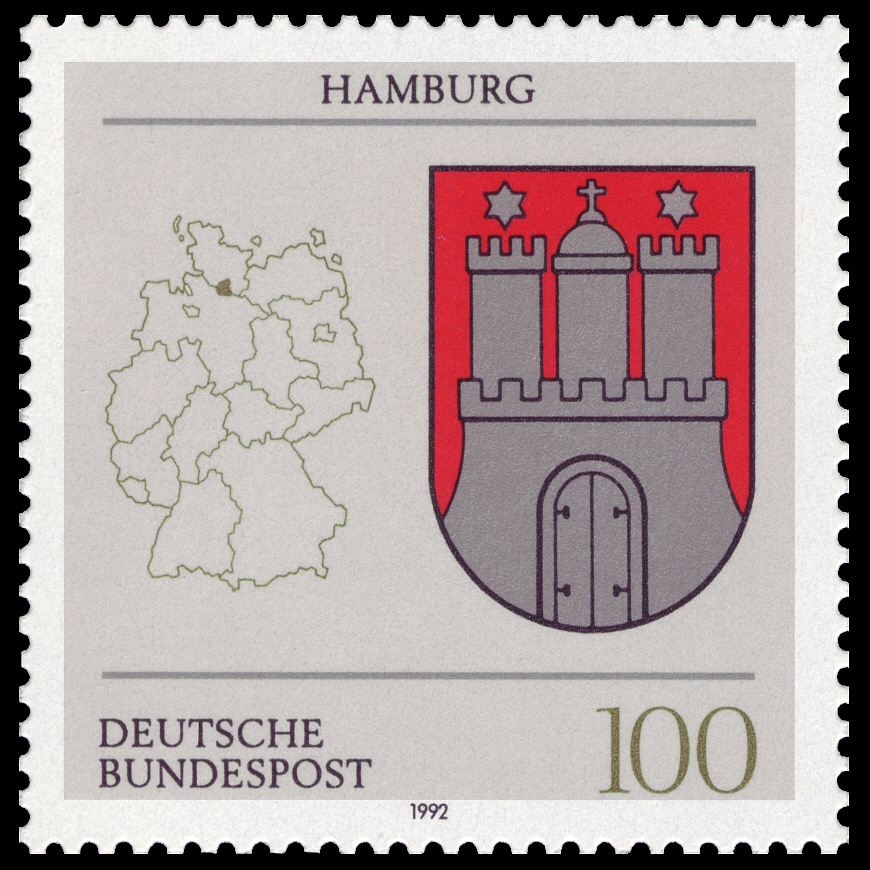
Поштова марка 1992 року із серії Герби Федеративної Республіки Німеччина

Герб гамбурга — символ федеральної землі Німеччини Гамбург. Вільне і ганзейське місто Гамбург має три герби, три прапори, вільний геральдичний символ («символ»), логотип і прапорець.
Герб землі (міста-держави), а також прапор і національні кольори — білий і червоний — викладені в конституції Гамбурга (ст. 5). Кожен громадянин може вільно носити і використовувати тільки державний прапор і герб.
Малий земельний герб, в основі якого лежить гербова печатка ХІІ–ХІІІ ст., має срібний замок у червоному полі. Середня вежа з хрестом інтерпретується як зображення середньовічного собору, який був присвячений покровителю міста як Собор Святої Марії. Тому дві зірки над бічними вежами вважаються «зірками Марії». Спочатку замок був зображений червоним кольором, а тло срібним. Сучасна колірна схема прапора була вперше встановлена резолюцією Сенату 1751 року. Конструкція веж і воріт у середині також значно змінювалися з часом: то закривалися, то відкривалися; іноді її зображували з порткулем, іноді без нього. У 1834/1835 рр. зображення воріт і веж було стандартизовано Сенатом на основі моделі середньовічних печаток і з деякими незначними змінами збереглося донині. Тоді ж остаточно утвердилася нинішня колірна гамма герба і прапора.

## Малий земельний герб
Малий земельний герб, який тепер використовується як державний герб і національний герб гамбурзькими органами влади та публічно-правовими установами, з самого початку залишився практично незмінним.

### Походження та міська печатка
Ще в ХІІ столітті в Північній Німеччині існували різноманітні брактеати, на яких зображувалася будівля з трьома вежами, ймовірно, були викарбувані тодішніми правителями міста, архієпископами Бременськими та графами Шаубурга та Гольштейну. Припускають, що одна із цих бреактатів, на якому середня вежа зображена з короною, є єпископською монетою, а корона над вежею церкви символізує владу міста над старим містом.
Ще до використання будь-якого герба, але після посилення міського самоврядування громадян міста, на найдавнішому збереженому відбитку печатки міста (1241 р.) зображено відомий замок з вежею посередині, хрестом і двома зірками. Порівняння з іншими міськими печатками приводить до припущення, що собор насправді зображено в центрі замку, тому замість старого міста архієпископа міська печатка тепер представляє місто XIII століття. Незалежно від того, чи є замок чи міська стіна Гаммабургом (тобто «промовистим гербом») або один із замків у місті (наприклад, Бішофсбург) або 1240 оновлених та розширених центрів міста. Замок і міська стіна із закритими воротами зазвичай інтерпретуються як вираження здатності громадян захищати себе після того, як графи Гольштейна втратили свій оборонний суверенітет. Маріанські зірки, можливо, спочатку служили лише заповнювачами, перш ніж вони отримали таке тлумачення стосовно покровительки міста та собору. Третя збережена печатка — це висяча печатка на документі, виданому 15 березня 1264 року, в якому Рада Гамбурга надала купцям Ганновера вільний проїзд до міста та з нього для торгівлі. Цей документ зберігається в міському архіві Ганновера з сигнатурою 1. АА.1.01 № 10.

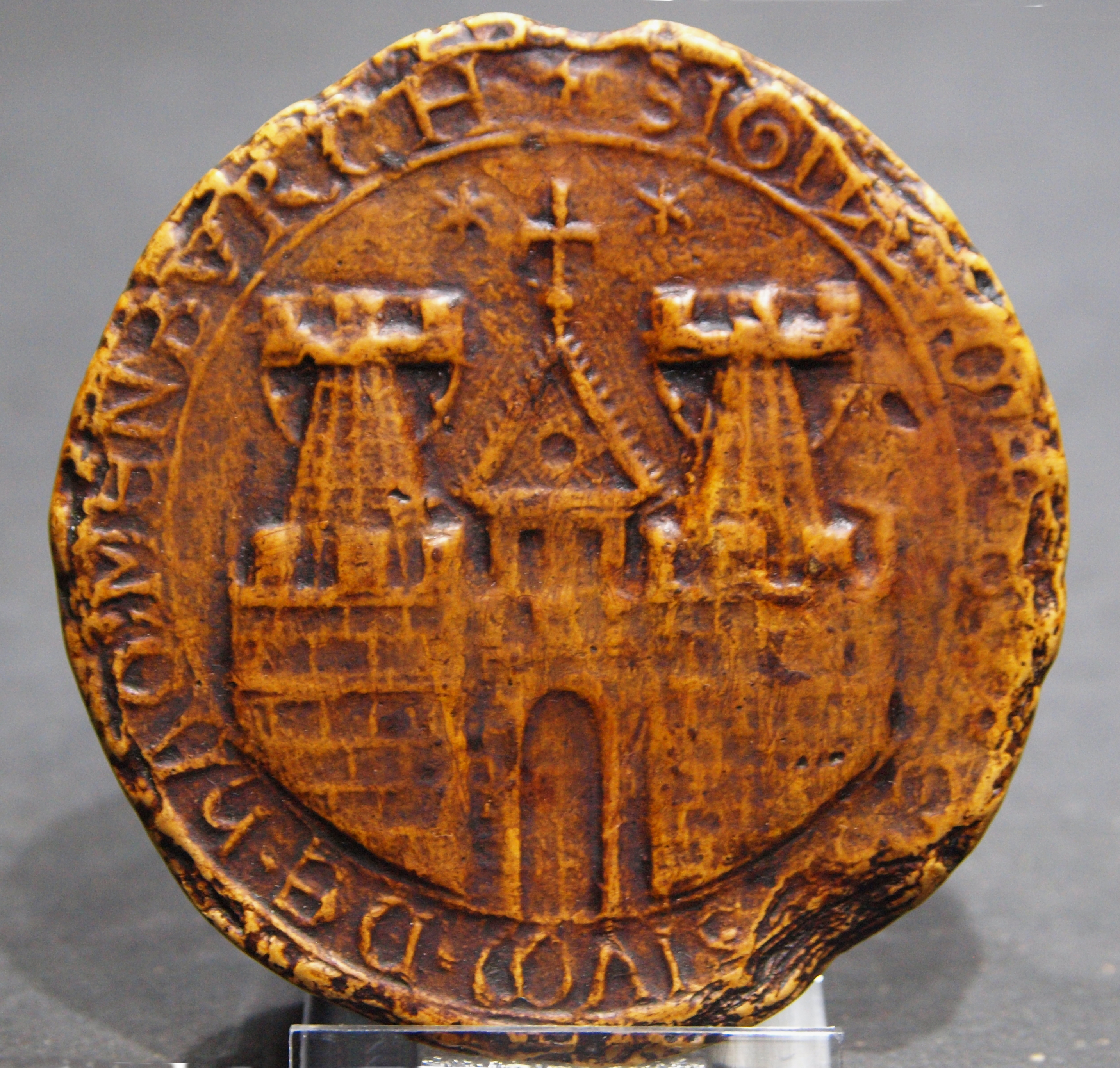
Відбіток першої відомої міської печатки 1241 року (репліка)
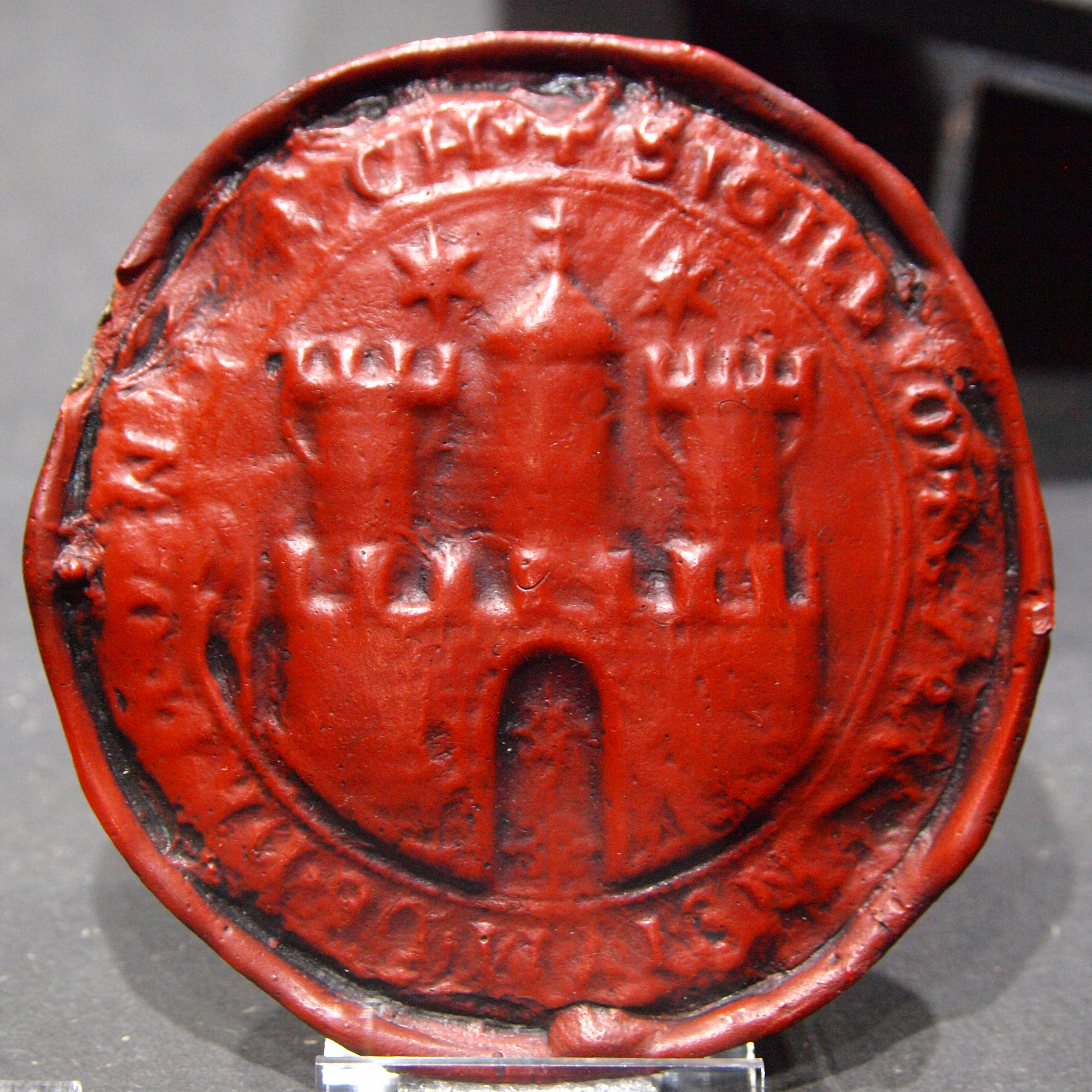
Відбіток другої відомої міської печатки 1253/55 р. (репліка)
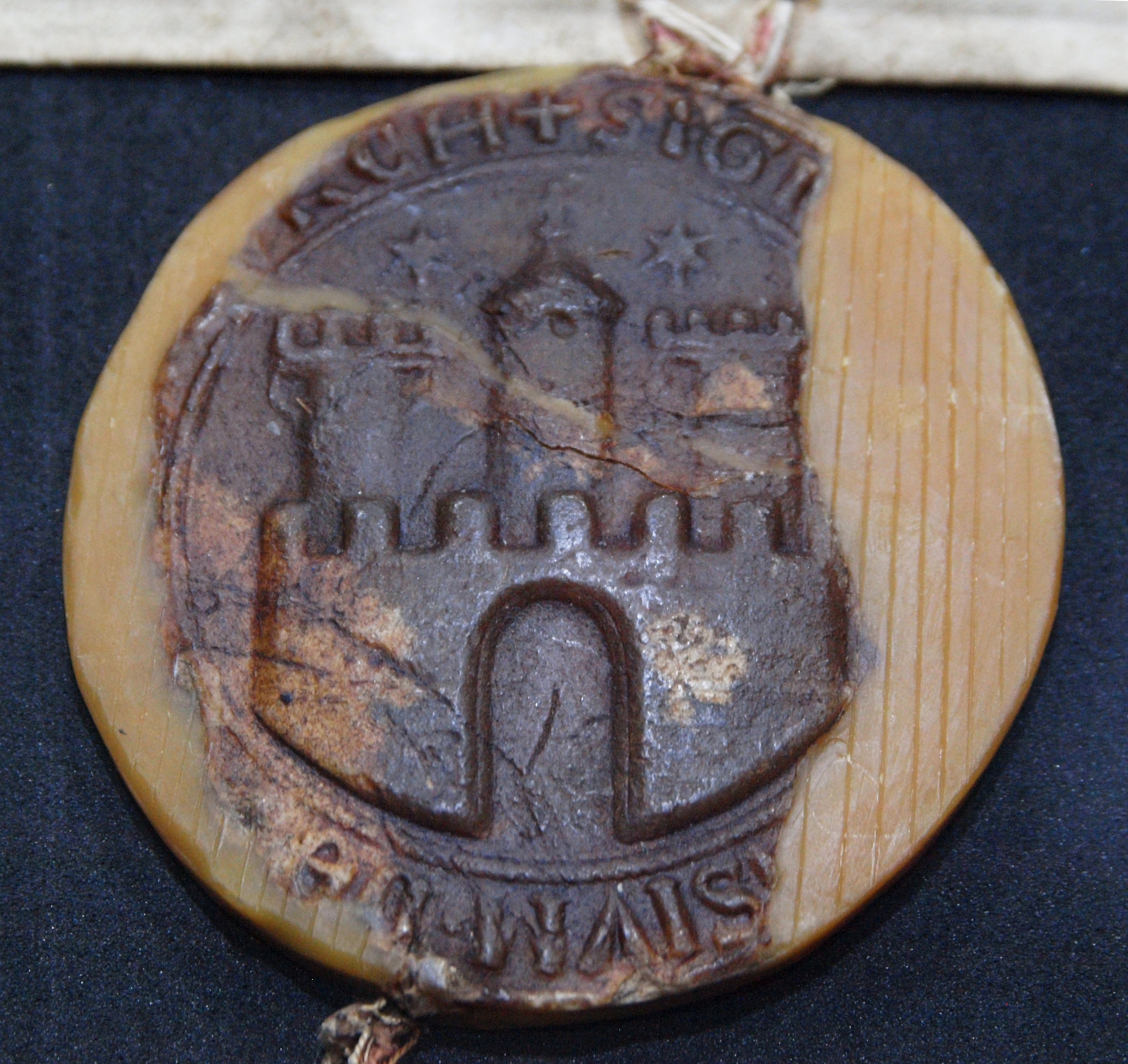
Частково відновлений відбиток третьої відомої міської печатки 1264 року
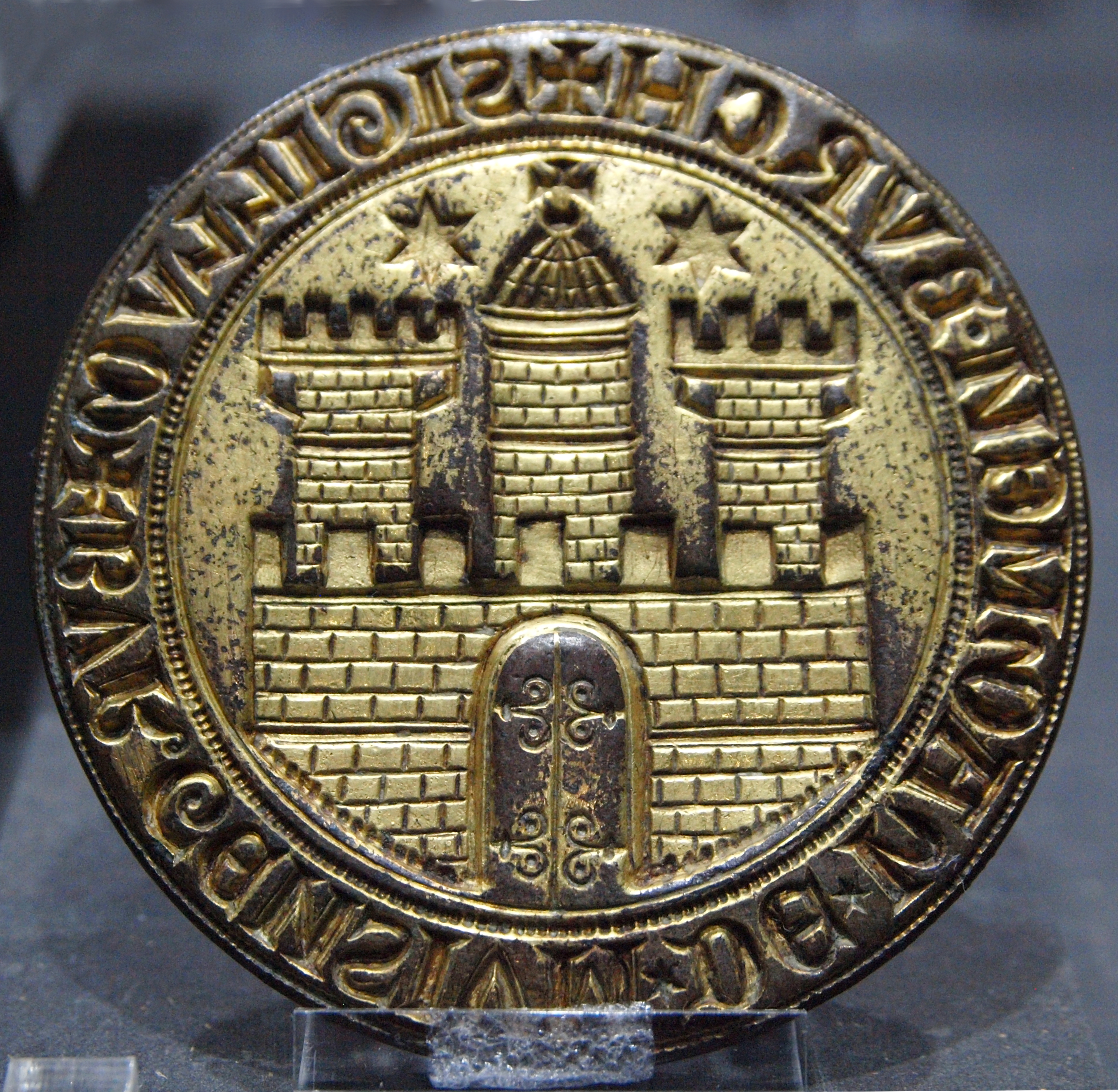
Четверта відома міська печатка 1304 року (Археологічний музей у Гамбурзі)

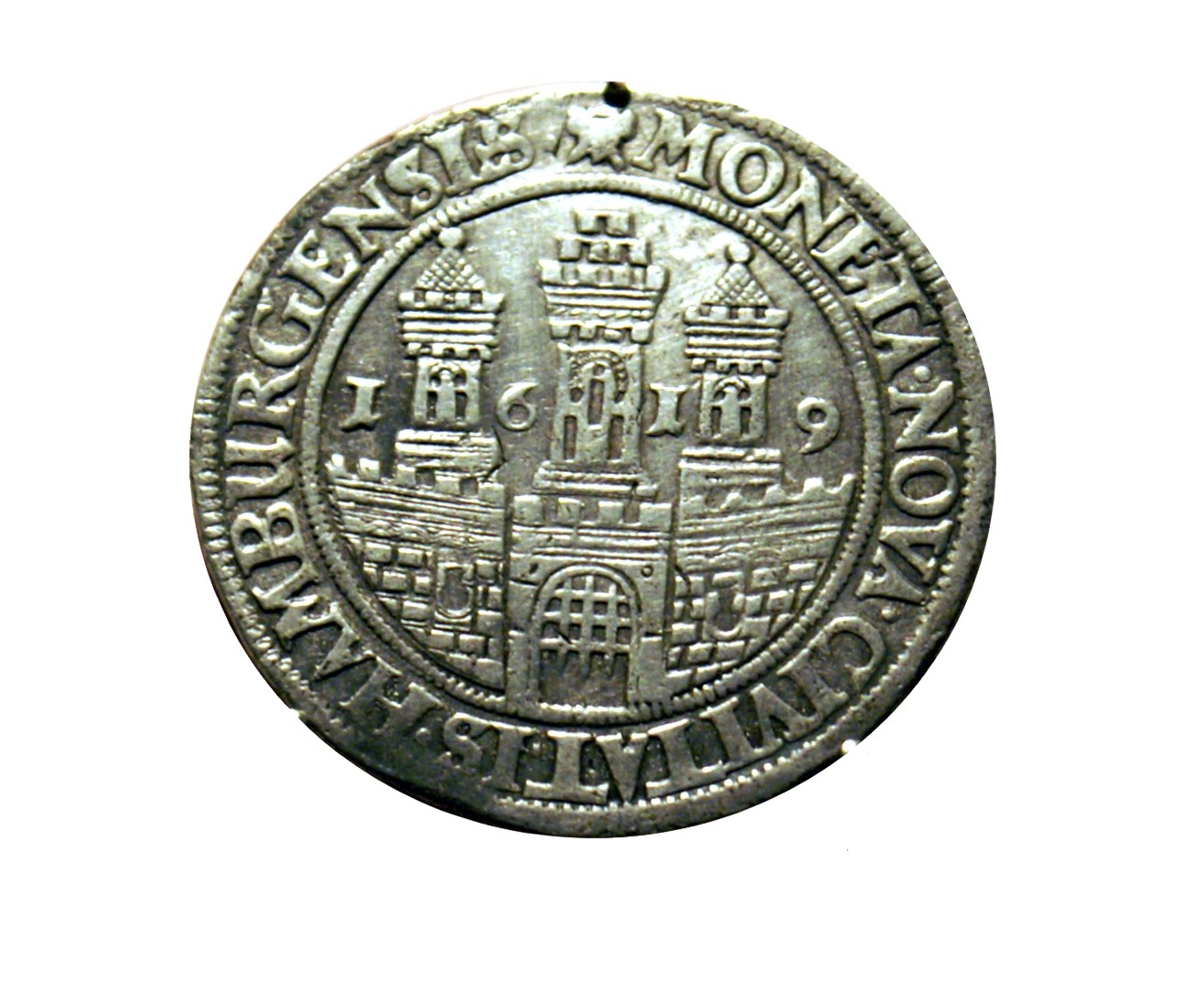
Герб на гамбурзькій монеті 1619 року

Так звана четверта міська печатка за своїми основними рисами схожа на найдавнішу печатку. Поле печатки кругле розміром 8,9 сантиметрів у діаметрі, оточений перловим вінком. Напис на печатці говорить: «+ Sigillum + Burgensium * de * Hammenburch». На печатці зображено замок із зачиненими воротами та трьома вежами. Права вежа має чотири зубці, ліва — п'ять зубців, середня, вужча вежа підноситься над бічними своїм видовженим куполом, над яким височіє хрест. Над кожною з двох бічних веж розміщена шестикутна зірка. Ця печатка була видимим символом незалежності вільного і ганзейського міста Гамбурга, яке самовизначилося, понад півтисячоліття. Найстаріший документ, на якому можна знайти відбиток цієї четвертої печатки, датується Різдвом 1304 року і регулює безпеку дороги між Гамбургом і Любеком.
До 1811 року печатка використовувалася для завірення всіх фінансових і зовнішньополітичних контрактів. Штамп четвертої міської печатки Гамбурга, відлитої з бронзи та позолоченої спереду, сьогодні більше не належить місту. Під час Другої світової війни його разом з іншими цінностями перевезли до соляної шахти, зникли, а потім з'явилися на ринку мистецтва у 1980-х роках. Місто судилося з покупцем про звільнення, але в кількох судах програло. 2012 року штамп був знову виставлений на аукціон кельнського аукціонного дому Lempertz. Тоді Торгова палата Гамбурга організувала кампанію повернення спільно з Асоціацією економічної історії Гамбурга: Фонд Губертуса Вальда та консорціум гамбурзьких торговців і компаній покрили половину витрат на придбання печатки. З 29 квітня 2013 року міська печатка була виставлена для публіки у вітрині в залі ефектів Торгової палати Гамбурга. Ця печатка також послужила зразком для нової міської печатки 1835 року.
У попередні століття існували різні варіації герба міста. Колись брама була відчинена або до неї вели сходи. Вежі набували різноманітних форм. Були виключені хрест і зірки або додано місяць чи лист кропиви з герба графів Голштинських.

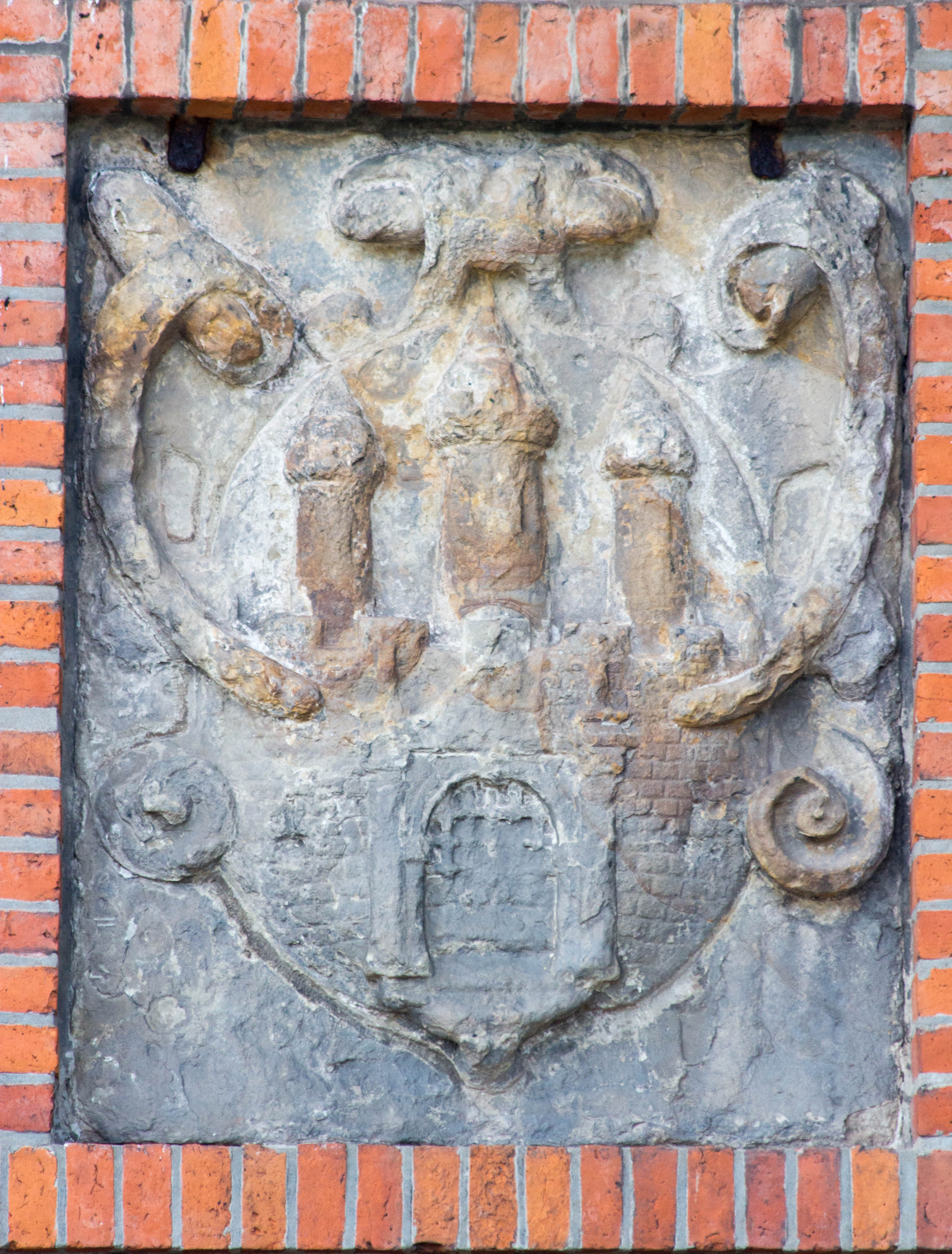
Герб на маяку Нойверк (1310)
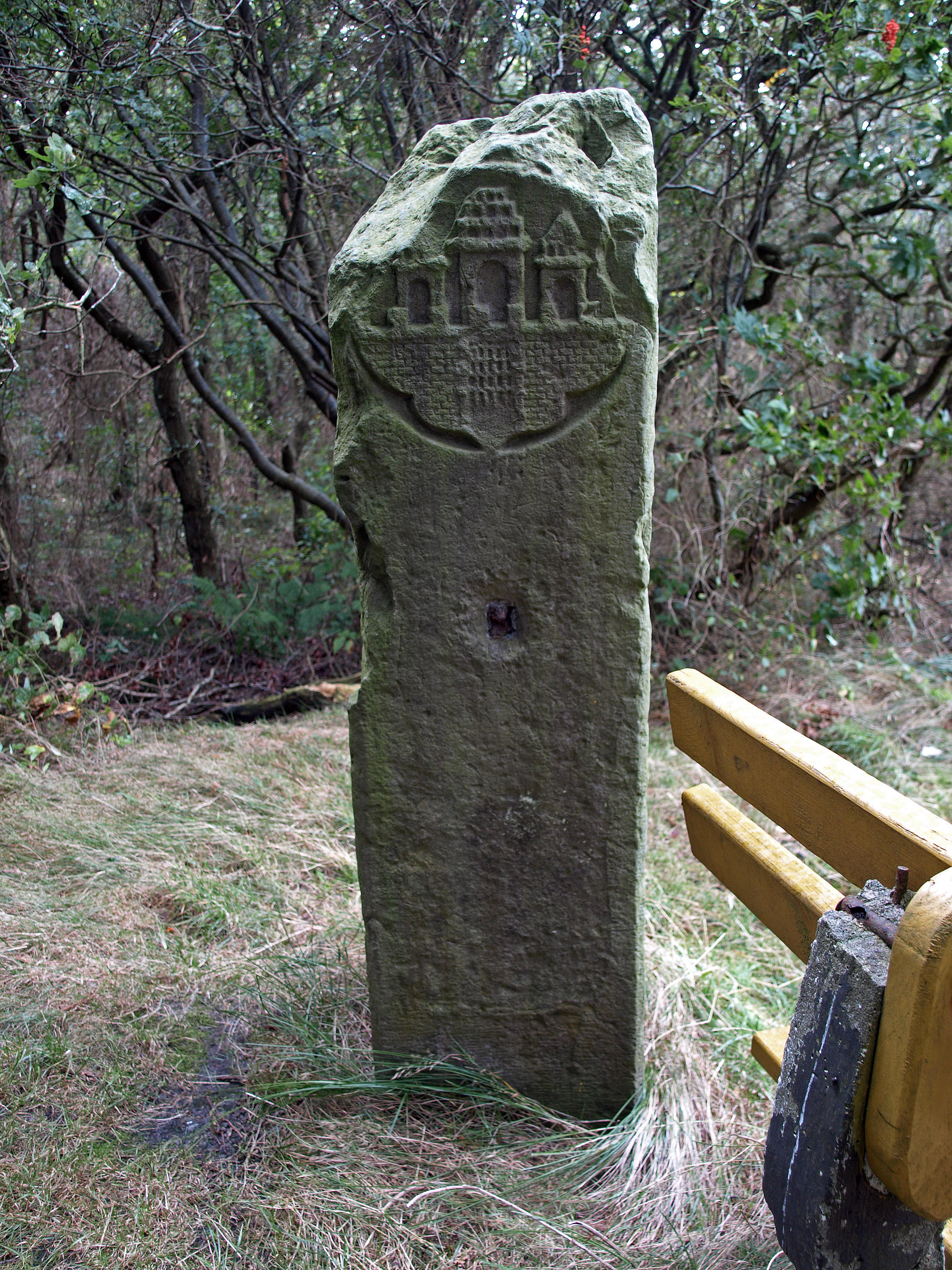
Межа між землею Вюрстен і Рітцебюттелем (1589)
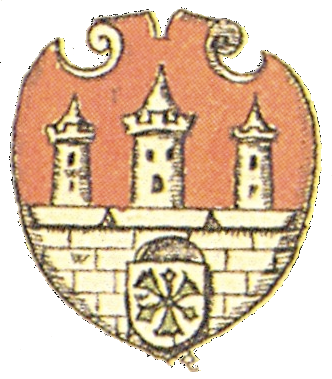
Гамбурзький герб з кропивою листом. Герб Зібмахера (1605)
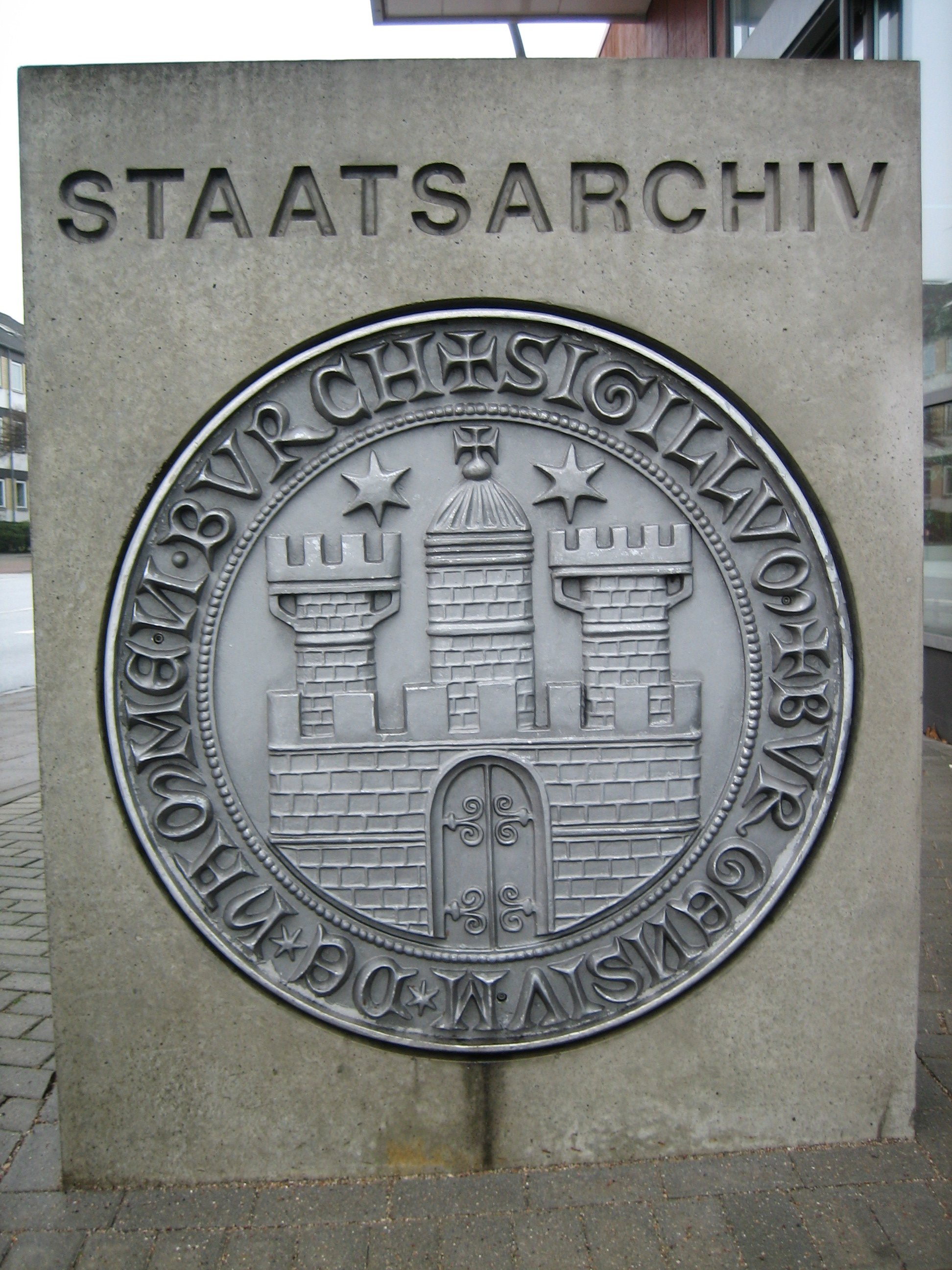
Четверта міська печатка на вході до державного архіву
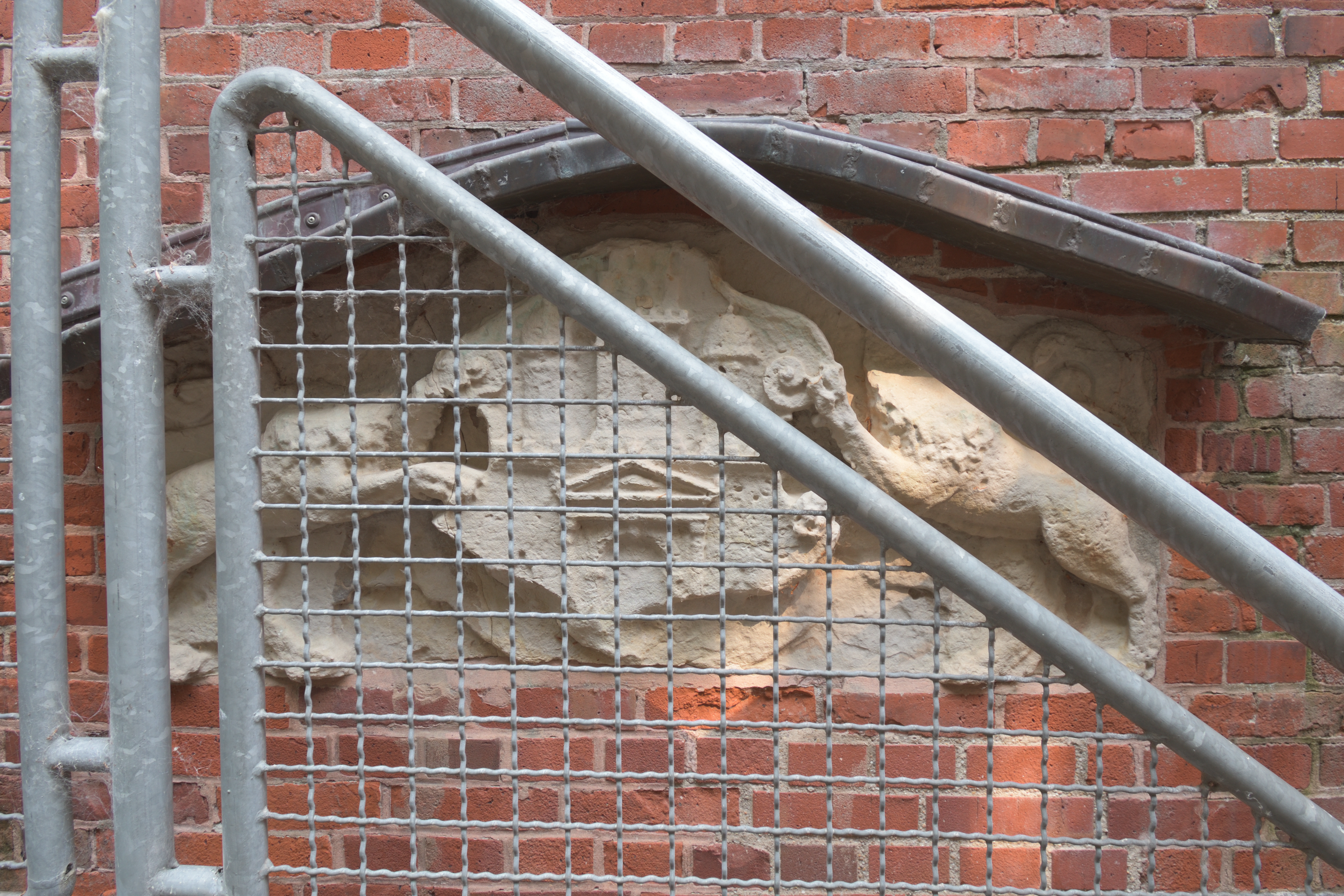
Настінний рельєф замку Рітцебюттель Куксхафен

Перші кольорові зображення герба у XV столітті показують замок у червоному кольорі на білому щиті. Ця кольорова гама, що відображає типову для Гамбурга будівлю з червоної цегли, збереглася протягом століть і з'являється на різних зображеннях. На деяких зображеннях герба, особливо за межами Гамбурга, замок зображений як срібна будівля. У самому Гамбурзі, з іншого боку, замок був демонстративно пофарбований у червоний колір до початку ХІХ століття, наприклад, на уніформі міських військових або на бочках, викладених в Ельбі.
Лише з 1835 року, після відповідних постанов Сенату про уніфікацію державного прапора, герб був офіційно показаний у сучасній, тепер оберненій, кольоровій гамі. Білий і червоний кольори нарешті стали кольорами Гамбурга. Відтоді герб зазнав лише незначних змін. Останнім часом невелике спрощення відбулося в 1950-х роках, коли зазначена кладка була знову ліквідована.
Закрита брама також викликала дискусії у ХХ столітті про те, чи доречна вона для космополітичного міста і чи не краще було б зобразити відчинену браму, як на гербі Альтони (частина Гамбурга з 1937 року). Логотип Гамбурга, розроблений у 1998 році, врахував цю ідею. Однак відчинені ворота Альтони спочатку означали не толерантність міста, а право суверена в'їжджати в будь-який час — право, яке історично не відповідає багатовіковим зусиллям Гамбурга зберегти свою незалежність від іноземного панування.

## Великий земельний герб і логотип
Великий земельний герб можуть використовувати лише Парламент Гамбургу, Сенат, Конституційний суд, Вищий регіональний суд Ганзи та Регіональний суд Гамбурга.
На гербі зображено червоний щит із срібним замком. Його тримають два золоті леви, що стоять на п'єдесталі. Над гербом розміщено шолом із срібно-червоним наметом та бурелетом, прикрашеним трьома павиними пір'їнами та прапором зі списом у формі прапора землі. Шолом з головним убором з пір'ям і прапором (спочатку також білим із червоним замком) вперше з'явився в XVI столітті й утворює середній герб. Великий герб, включно з левами-щиторимачами, також був створений як наслідування княжих гербів, ймовірно, не пізніше XVI століття. Вперше він був використаний на монетах 1695 року. Зображення великого земльного герба було спрощено між 1952 і 1955 роками у зв'язку з написанням конституції вільного і ганзейського міста Гамбурга, опускаючи деякі деталі. Витягнуті язики левів зображені дещо різкіше, і з незрозумілих причин положення ніг левів змінено місцями.
Крім того, 1998 року дизайнер Пітер Шмідт розробив логотип Гамбурга. На ньому зображено червоний замок із відкритими воротами та синьою хвилею під ним, що символізує динамізм міста та порту з його морськими традиціями. Логотип покликаний надати місту єдиного вигляду через використання уповноваженими державними установами. Він також захищений як товарний знак.

Великий герб вільного ганзейського міста Гамбурга, 1897 рік
Середній герб вільного ганзейського міста Гамбурга
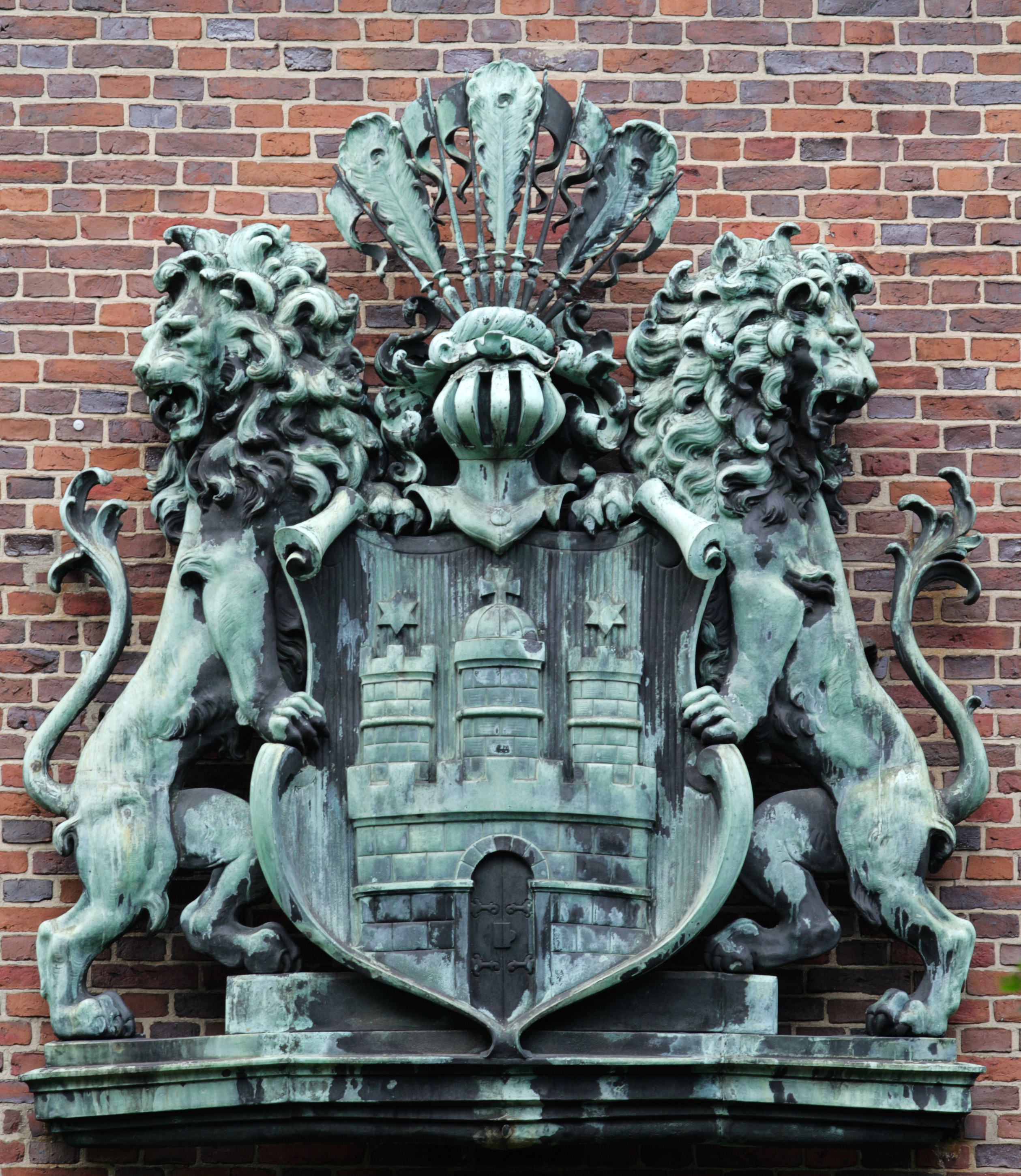
Великий земельний герб над входом до Музею історії Гамбурга, побудований у 1914-1918 роках
Великий земельний герб після 1950 року
Офіційний логотип міста Гамбург

Публічний «символ Гамбурга»

## Герб вільного використання: «Символ Гамбурга»
Оскільки державний герб як національна емблема може використовуватися лише землею Гамбург та її уповноваженими установами, Сенат доручив розробити емблему-герб. Таким чином він виконав бажання приватних осіб, асоціацій і компаній документально підтвердити свою приналежність або зв'язок зі «своєю землею». «Символ Гамбурга», який може вільно використовувати кожен, є модифікацією малого державного герба, на якому спрощений замок видно повністю в середині щита.
У 1946 році щотижнева газета «Die Zeit» розмістила дещо змінений великий державний герб у своєму заголовку, але тодішній гамбурзький сенат не захотів або не зміг змиритися з цим. Два варіанти, намальовані Карлом Отто Чешкою, які використовувалися до випуску № 18 за 1946 рік, згодом не були затверджені. Як наслідок, Чешка був змушений змінити заголовок. Починаючи з № 19, на ній зображено герб Бремена (з дозволу мера Бремена Вільгельма Кайзена).

## Прапори

### Прапор землі

Земельний прапор вільного і ганзейського міста Гамбург

Земельний прапор вільного і ганзейського міста Гамбург (1685—1751)

На земельному прапорі, яким можуть вільно користуватися громадяни, зображено білий замок герба на червоному тлі. Основні кольори відповідають кольорам Ганзейського союзу (див. також: Ганзейські прапори).

### Походження
Ще у 1270 році міський статут передбачав, що кораблі городян повинні мати червоне крило (vlugher). Це найдавніший з відомих законів про підняття прапорів на кораблях. Його кілька разів поновлювали до міського статуту 1605 року. Це крило, або пізніше вимпел, піднімали на верхівці корабельної щогли, а пізніше іноді доповнювали штандартами або знаками на бортах корабля з гербом міста. Зрештою, до червоного полотнища прапора було додано сам герб — червоний замок на білому щиті. У XVII столітті одноманітність прапора була втрачена, і червоний замок почали зображати на білому полотнищі прапора або білий замок на червоному полотнищі. З'явилися різні варіанти синього кольору з різними формами замку.
Коментар морського права до міського закону 1605 року, написаний у 1727 році сенатором Германом Лангенбеком (1668—1729), принаймні відновив стару одноманітність на кораблях Гамбурга. Він пише: «На наших конвоях вимпел необроблений, як і великий прапор ззаду, гюйс […] також необроблений, а герб Гамбурга білий, якщо він срібний, у необробленому полі [ …]. На прапорі Адміралтейства герб розташований у центрі якоря». Однак хаос на торговому флоті залишався. 14 травня 1751 року з нагоди укладення мирного, торговельного та морського договору з Алжиром, Сенат постановив, що громадяни міста «на їхніх кораблях повинні використовувати червоне крило та червоний прапор із білим міським гербом». Крім того, на металевій пластині був виготовлений і виставлений на біржі проект, який після деяких заперечень був знову змінений і затверджений у червні 1751 року. Однак навіть це рішення, незважаючи на загрозу штрафних санкцій, значною мірою ігнорувалося, оскільки облікові прапори все ще були невідомі, а купці та судновласники намагалися відрізнятись один від одного, використовуючи різні прапори. Під час французького періоду в Гамбурзі був піднятий французький прапор, але гавань все одно була закрита через англійську блокаду.
1829 року було відновлено переговори з Алжиром і Марокко, тоді як вільні ганзейські міста Гамбург, Любек і Бремен ненадовго вважали спільним торговим прапором. Однак постановою Сенату від 19 грудня 1829 року прапор було знову встановлено за зразком 1751 року. Оскільки переговори з Алжиром і Марокко провалилися, питання про прапор було знову розглянуто лише 1834 року після запитів Росії та Голландії про його точну форму, і остаточно встановлено за моделлю, розробленою в 1829 році резолюцією Сенату від 6 червня 1834 року. На відміну від 1751 року цей прапор переважав повсюдно. Лише на святкуванні переїзду зі старої будівлі біржі у 1841 році знову побачили білі прапори з червоним замком.
До 1861 року зображення замку на прапорі все ще базувалося на зразку 1751 року, замок із відкритою брамою та порткулями, кількома вікнами у вежах, без хреста та зірки. Це вже не відповідало смакам того часу, тим паче, що герб і печатки, а з 1841 р. і монети власної міської валюти (куранта) були вже запозичені із середньовічних міських печаток. Сенат доручив судноплавній і портовій депутації розробити «кращий малюнок» і отримав пропозицію щодо нового адміралтейського прапора, який потім також був прийнятий як торговельний прапор у 1861 році, без якоря.
Замок тепер також нагадував модель старої печатки і перейняв її хрест і зірки, яких не було на жодному з попередніх прапорів. Навіть різна кількість зубців на двох вежах спочатку була змодельована за зразком печатки. Колір полотнища також змінився з пурпурно-червоного на більш світло-червоний, як це вже було за часів червоного крила.
У 1894 році Сенат знову видав новий зразок прапора, на якому замок вужчий і вищий і зображений кубоподібною кладкою з вигинами. Однак кладка знову була видалена, коли її знову відремонтували в 1950-х роках.

### Державний прапор

Земельний прапор або прапор Сенату

Державний прапор (прапор Сенату) зберігається за Сенатом як главою держави. На ньому зображено великий національний герб у білій рамці на червоному тлі. Він був створений для урочистого відкриття ратуші Гамбурга в 1897 році та виставляється з альтанки (на вежі над балконом), коли прапор вивішується на мерії. Його можна побачити там під час сесій Сенату або розміщують на плавзасобах у показових випадках, якщо на борту є члени Сенату.

### Прапорець

Підставка

Прапорець, менший державний прапор, встановлений посередині на чорному, червоному та золотому тлі, перевозять на транспортному засобі перший мер та мер під час офіційних державних візитів.

### Дні підняття прапора
Відповідно до положення про герби, прапори та печатки вільного і ганзейського міста Гамбурга, департаменти та інші установи, а також юридичні особи, які перебувають під наглядом вільного і ганзейського міста, повинні бути позначені прапорами в такі дні:
- до Дня пам'яті жертв націонал-соціалізму (27 січня)
- на День праці (1 травня)
- у День закордонних справ (7 травня)
- до Дня Європи (9 травня)
- до річниці проголошення Основного Закону (23 травня)
- в річницю Берлінського повстання 17 червня 1953 року
- в річницю Операції «Валькірія» 20 липня 1944 р.
- у День німецької єдності (3 жовтня)
- у День пам'яті (друга неділя перед 1-м Пришестям)
- у день виборів до Європарламенту, Бундестагу Німеччини чи Парламент Гамбургу.

У День пам'яті жертв націонал-соціалізму і в День пам'яті прапор повинен бути приспущений. Крім того, у день Нового року прапором вивішується на ратуші.

## Адміралтейство

Адміралтейство герб

Адміралтейський прапор

Герб Адміралтейства використовують державні судна. Гамбурзьке адміралтейство, засноване 1624 року і спочатку відповідальне за лоцманську проводку, а також за військові та конвойні кораблі, доведено, що мало власний герб не пізніше 1642 року, який складався з якоря, увінчаного гамбурзьким замком із трьома вежами. Крім невеликих змін, зокрема характерного для того часу зображення замку, цей герб існує й сьогодні.
Прапор Адміралтейства використовується виключно владою і вивішується на державних будівлях, які обслуговують морське судноплавство. Це здійснюється на плавзасобах, які використовуються Гамбургом на гюйс, якщо це можливо. У 1657 році згідно з лоцманським положенням (лоцманським положенням) герб Адміралтейства вперше був перенесений на прапор для деяких суден, підпорядкованих Адміралтейству.
Тоді ж було створено бойовий прапор, але він знову зник у XVIII столітті, і жодних його зображень не було знайдено. Нарешті, у XVIII столітті всі державні кораблі плавали виключно під адміралтейським прапором (все ще з чорним якорем).